# Quadenhof
Quadenhof war ein Hof und Ortsteil in der Gemeinde Geistingen und ist heute Teil von Stoßdorf in der Stadt Hennef (Sieg). Hier wird eine Brennerei betrieben.

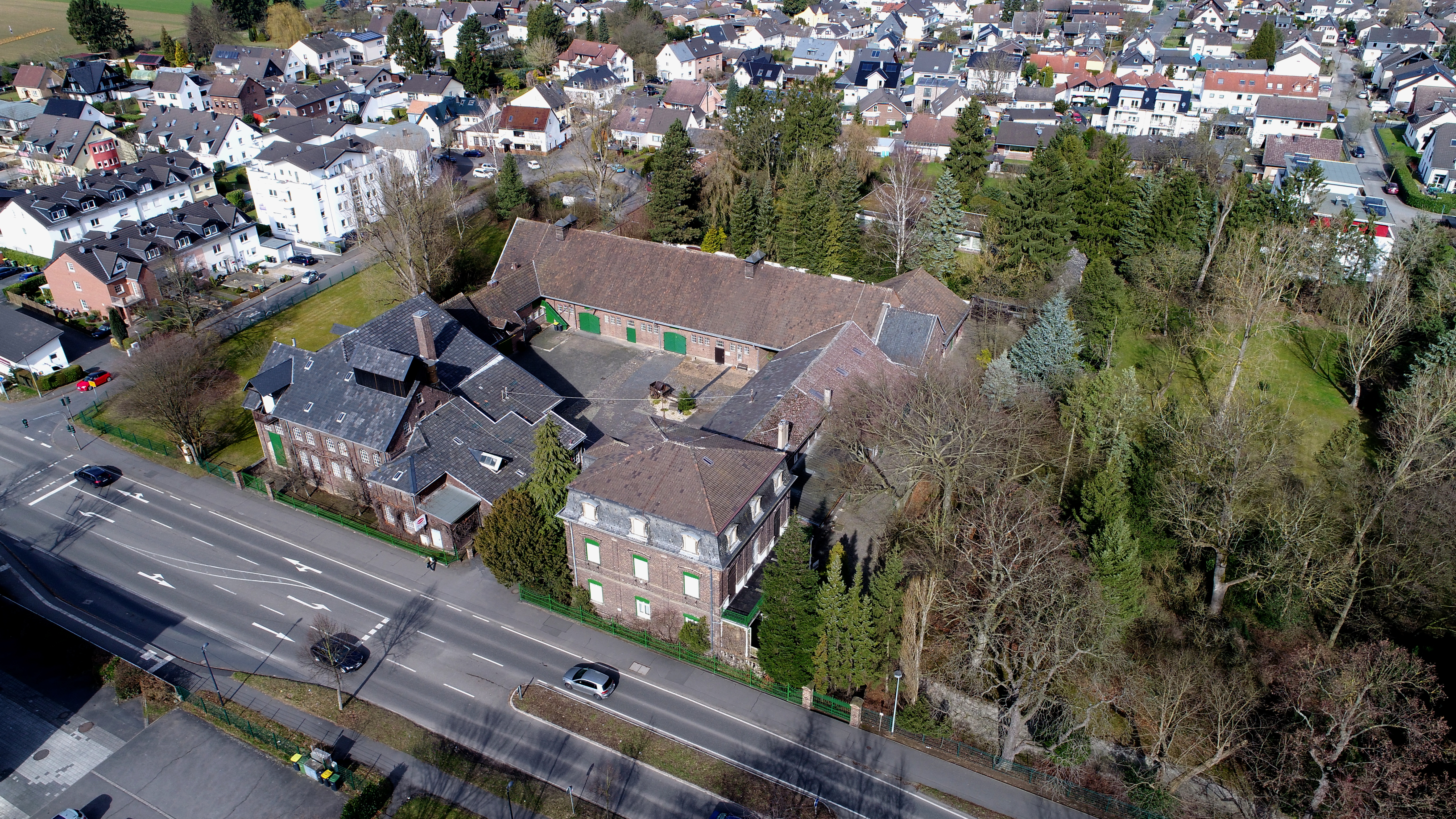
Hennef Stoßdorf, Quadenhof, Luftaufnahme (2017)

## Lage
Der frühere Einzelhof liegt nördlich der Frankfurter Straße.

## Geschichte
1910 gab es im Quadenhof die Haushalte des Gutsbesitzers und Bürgermeisters a. D. Albert Dick und der Rentnerin Witwe Johann Hentes.
In den 1920er-Jahren wurde das Gut zunächst als Staatsdomäne von Franz Sünner aus Köln übernommen. Nach dem Zweiten Weltkrieg ging die Domäne in den Besitz der Familie Sünner über, die sich auf das Kornbrennen und die Herstellung von Spirituosen spezialisiert hat. Quadenhofer Korn und andere Spirituosen unter der Marke „Quadenhofer“ konnten sich im regionalen Umfeld in Handel und Gastronomie etablieren.